# Hugo Reus
Hugo Reus (Francia, 21 de febrero de 2004) es un jugador profesional francés de rugby que se desempeña en la posición de medio scrum en Stade Rochelais, equipo perteneciente a la liga Top 14.

## Carrera
Reus es un jugador de formación francesa (JIFF). Comenzó su carrera deportiva con el equipo Club Athlétique Ribéracois, en el cual jugó cuatro temporadas (2009-2013), después pasó a CA Périgueux Dordogne (2013-2018), luego a Union Bordeaux Bègles (2018-2022), posteriormente a Stade Rochelais, donde lleva jugando dos temporadas.